# Euceratherium
Euceratherium (Syn.: Preptoceras, Aftonius) war eine Gattung der Hornträger, die bis zum Ende des Pleistozäns in Nordamerika lebte. Die Tiere erinnerten etwas an Rinder, was ihnen den englischen Namen „shrub-oxen“ (=Buschochsen) eintrug.

## Etymologie und Forschungsgeschichte
Der Gattungsname leitet sich ab vom altgriechischen Εύκέραος (eukéraos; „schöngehörnt“) und θηρίον (theríon; „wildes Tier“). Die Erstbeschreibung von Gattung und Typusart erfolgte im April 1904 durch Eustace Leopold Furlong und William J. Sinclair, etwas ungewöhnlich, in Form einer umfangreichen Fußnote zu einem Bericht über Ausgrabungen in der Potter Creek Höhle in Kalifornien. Eine detailliertere Beschreibung durch dieselben Autoren folgte dann erst 2 Monate später.

## Verbreitung
Euceratherium war einer der ersten Hornträger, die in Amerika auftauchten. Er lebte hier bereits im frühen Pleistozän, also lange vor den Bisons (Bison), die wir meist als die typischsten amerikanischen Rinder ansehen.  Beide Gattungen  bewohnten über einen langen Zeitraum gleichzeitig den nordamerikanischen Kontinent, doch während der Bison bis in unsere Tage in Nordamerika überlebt hat, starb der „Buschochse“ am Ende des Pleistozän aus. Überreste der letzten Art Euceratherium collinum, wurden von Nordkalifornien bis Mexiko und im Osten bis Illinois gefunden.

## Aussehen
Euceratherium war massig gebaut und lag größenmäßig etwa zwischen einem Bison und einem Moschusochsen. Die starken Hörner waren an der Basis nach oben und an der Spitze nach vorne geschwungen.

## Lebensweise
Die hochkronigen Zähne lassen zunächst auf einen Grasfresser schließen. Allerdings ist die Ansatzstelle für den Masseter am Oberkiefer nur sehr schwach ausgebildet, was eher für eine Ernährungsweise als Laubfresser spricht. Eine Analyse von subfossilen Kotpellets, die mit Euceratherium in Zusammenhang gebracht werden, scheint letzteren Befund zu bestätigen. Diese aufgrund ihrer charakteristischen Form, die an einen Hershey’s Kiss erinnert, auch als „HK-Pellets“ bezeichneten Kotpellets zeigen große Ähnlichkeit mit der Losung heutiger Moschusochsen und wurden in zumindest einem Fall zusammen mit Skelettresten von Euceratherium gefunden. Die Kotanalyse zeigte ein Überwiegen (>95 %) an Pflanzenresten von Bäumen und Sträuchern, insbesondere von Artemisia tridentata, Acacia, Quercus und Chrysothamnus. Möglicherweise bevorzugten die Tiere hügeliges Gelände.